# 1490年慶陽事件
1490年慶陽事件，又稱慶陽流星雨，是史籍記載於公历1490年（明弘治三年）3月或4月間，时陝西慶陽府（现甘肃省辖）境內發生的流星雨或小天體撞擊事件。有研究认为此事件实际上是流星空中爆炸。
某些中国的历史资料称有大批人死亡，但是清史未提及这一点，因此其真实性仍然被现代的研究者质疑。同年，亞洲的天文學家巧合地發現可能是象限儀座流星雨母體的彗星C/1490 Y1。

## 流星雨
至少有三份留存的歷史紀錄描述在那段時間顯示有「石落如雨」，伤亡超過10,000人。在明史發現至少有一份敘述此一事件的報告，也有其它的日誌描述了此一事件，並且被認為是可信的。但官方的歷史忽略了傷亡數字，這已經不斷的被現在的研究人員懷疑或是不採信。
由於缺乏詳細的資訊和留存的隕石或其它實物的證據，即使存在著可能發生嚴重冰雹的事件，研究人員也無從確認此一戲劇性事件的真實性。不過，NASA噴射推進實驗室的游凱文（Kevin Yau）等人確實注意到慶陽流星墜落和通古斯事件有一些相似，是足以在人口高度稠密區造成災害。
明代沈德符撰《萬曆野獲編》明孝宗弘治三年（西元1490年）︰
陝西守臣奏，陝西慶陽縣隕石如雨，大者四、五斤，小者二、三斤，擊死人以萬計，一城之人皆竄他所。
現代紀錄文獻集之中，《中国古代天象记录总集》詳細記錄了10件1490年3至4月的天文事件，其中包括明朝官方的歷史，亦有當地的公報和歷史紀錄。《明史》提及：「弘治三年三月，慶陽雨石無數，大小不一，大者如鵝卵，小者如芡實。」其記載的日期為農曆，換算為新曆為1490年3月21日至4月19日。
雖然明史沒有記錄死亡和傷殘的數量，但其他來源的有。一個半官方的文件記載著4、5斤（市斤，1市斤相當605公克）和2、3斤的石頭如雨般落下。死亡的人以數萬計。這份半官方的報告有其它2個日期的事件，一個是農曆2月，另一個在農曆三月，相當於1490年4月4日。

## 彗星的巧合
在2007年，天文學家確認每年一月的象限儀座流星雨可能源自解體的彗星C/1490 Y1。它於1490年被中國、日本和韓國的天文學家首度發現後一個世紀才被確認。流星雨是在每年一月的時間點和1490慶陽事件 －發生在3月或4月－ 的時間有很大的差異，使得彗星和慶陽事件之間，似乎不可能有所關聯。  

## 進階讀物
- Crawford, D.; Mader, C.  "Modeling Asteroid Impact Tsunami", Science of Tsunami Hazards, 1998, Vol. 16 pp. 21–30.
- Lewis, John S.; Lewis, Professor John S. . Academic Press. 2000  [2022-06-08]. ISBN 978-0-12-446760-6. （原始内容存档于2021-12-09） （英语）.
- Paine, M. (1999) "Asteroid Impacts: The Extra Hazard Due To Tsunami", Science of Tsunami Hazards, Vol. 17, No. 3 pp. 155–166.
- Steel, Duncan. . Wiley. 1997-09-22  [2022-06-08]. ISBN 978-0-471-19338-8. （原始内容存档于2022-04-17） （英语）.
- Ward, S. . Icarus. 2000-05, 145 (1)  [2022-06-08]. doi:10.1006/icar.1999.6336. （原始内容存档于2022-06-21） （英语）.